# 環太平洋大学体育会サッカー部
環太平洋大学体育会サッカー部（かんたいへいようだいがくたいいくかいサッカーぶ）は、岡山県岡山市東区にある環太平洋大学のサッカークラブである。

## 概要
2007年の開学と同時に創部。中国大学サッカーリーグに所属している。現在は中国大学サッカーリーグに所属している。
2010年の岡山県サッカー選手権大会で初優勝して、第90回天皇杯全日本サッカー選手権大会に初出場した。

## 主な成績
- 岡山県サッカー選手権大会（兼天皇杯 JFA 全日本サッカー選手権大会岡山県予選）
  - 優勝：3回（2010, 2019, 2022）
  - 準優勝：5回（2011, 2016, 2018, 2020, 2024）
- 中国大学サッカーリーグ1部
  - 優勝：5回（2015, 2016, 2017, 2018, 2019, 2021, 2022）
- 中国大学サッカー選手権
  - 優勝：9回（2010, 2012, 2015, 2017, 2018, 2019, 2020, 2021, 2024）

## その他の関連チーム
環太平洋大学FC
社会人登録チーム。2011年に「IPUフェンサーズ」の名称で岡山サッカーリーグの4部に相当する備前リーグ2部に加盟。以後毎年カテゴリーを上げ、2014年度の中国地域県リーグ決勝大会を勝ち抜いて中国サッカーリーグに昇格。2015年、現名称に改称。
2025年の岡山県サッカー選手権大会では準決勝でトップチームを、決勝で三菱水島FCをそれぞれ下し、天皇杯 JFA 第105回全日本サッカー選手権大会初出場を果たす。
環太平洋大学クラブ
社会人登録チームのセカンドチーム。岡山サッカーリーグ1部所属。

## 主な出身選手
- 玉城幸弥（プロサッカー選手、FC琉球所属）
- 長尾善公（プロサッカー選手、FC今治所属）
- 吉崎弘宣（プロサッカー選手、MIOびわこ滋賀所属）
- 植田峻佑（プロサッカー選手、テゲバジャーロ宮崎所属）
- 森川龍誠（プロサッカー選手、元・グルージャ盛岡所属）
- 赤塚怜（プロサッカー選手、奈良クラブ所属）※2年時に中退
- 曽田一騎（プロサッカー選手、愛媛FC所属）
- 辻岡佑真（プロサッカー選手、テゲバジャーロ宮崎所属）
- 水口飛呂（プロサッカー選手、アトレチコ鈴鹿クラブ所属）